# Rotala rotundifolia
Rotala rotundifolia es una especie de planta acuática perteneciente a la familia Lythraceae. Es originaria del Lejano Oriente. 

## Sinónimos
Ammania rotundifolia Hamilton; Ammania latifolia Wallich; Ammania subspicata Bentham; Ameletia rotundifolias Dalzell; Ameletias subspicata Bentham.
A veces confundiad con Rotala indica.

## Distribución
India, China, Formosa, Tailandia, Laos y Vietnam e introducida a los Estados Unidos.

## Ecología
Crece como maleza común en los arrozales y los lugares húmedos.

## Descripción
Las hojas sumergidas son lanceoladas y redondeadas. Son variables dependiendo de las condiciones de luz y el medio ambiente. Bajo una luz fuerte que las hojas pueden llegar a ser casi de color rojo vino. Tiene flores pálidas de color rosa.
Esta planta puede ser diferenciada de la estrecha relación R. indica por las diferencias en las inflorescencias de las dos especies. R.rotundifolia tiene grupos de inflorescencia terminal, mientras que R. indica tiene flores solitarias en el eje de las hojas.

## Cultivo
Es una planta común de acuario. Poco exigente, pero le gusta mucha luz para crecer. Puede soportar temperaturas relativamente frías. Cuando recibe poca luz por lo general suele perder sus hojas inferiores. Se puede cultivar en aguas poco profundas.